# Jan Łożański
Jan Łożański ps. „Orzeł”, „Bokser”, „Jan Madejski” (ur. 4 lutego 1912 w Posadzie Zarszyńskiej, zm. 21 czerwca 1990 w Sanoku) – żołnierz ZWZ-Armii Krajowej, kurier Komendy Głównej ZWZ–AK, podporucznik Polskich Sił Zbrojnych, w młodości wszechstronny sportowiec, zawodowo urzędnik rolniczy, a także działacz sportowy.

## Życiorys

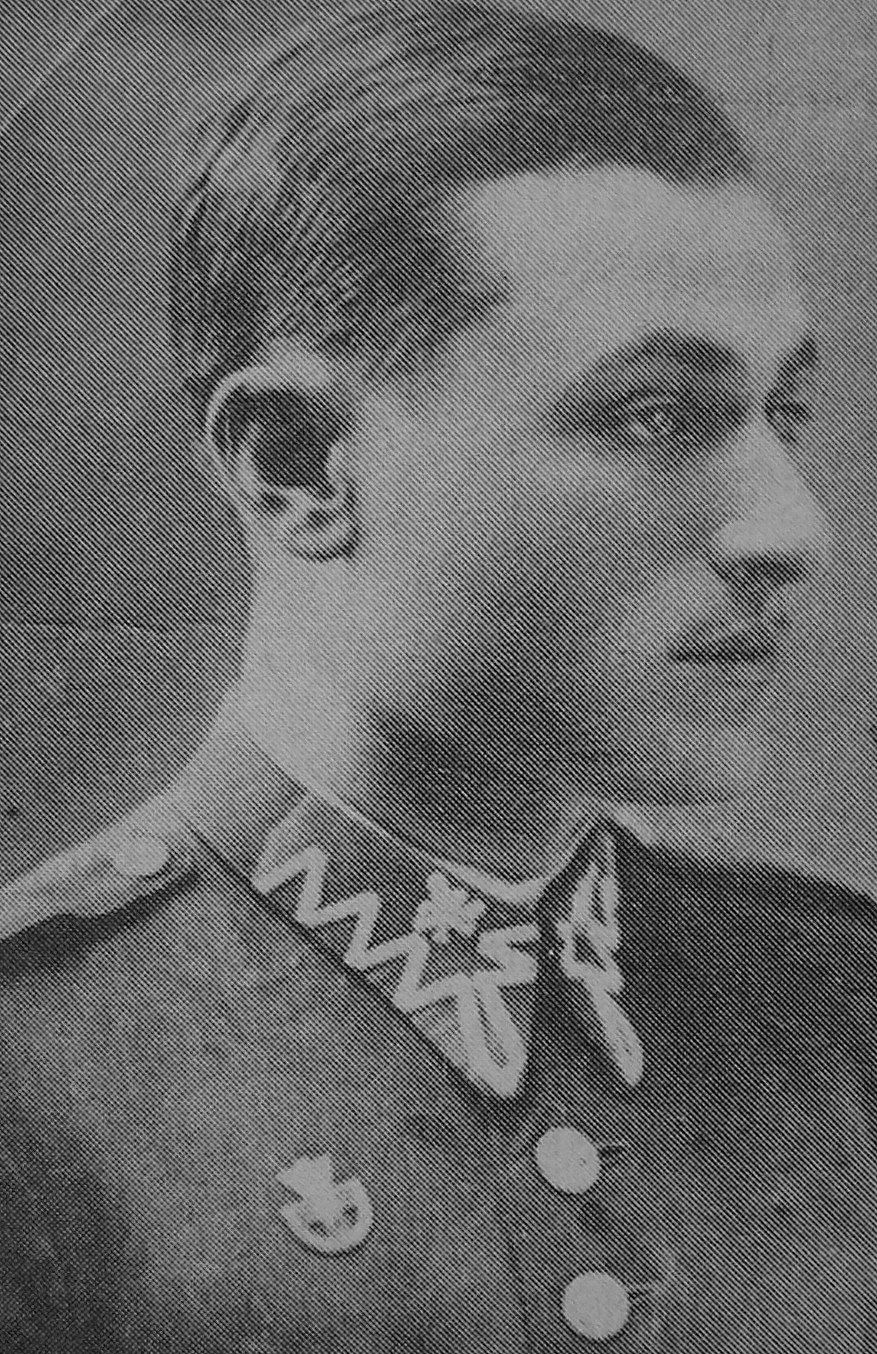
Jan Łożański

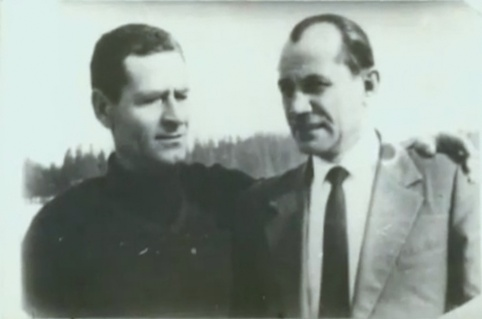
Stanisław Marusarz (sportowiec i kurier) oraz Jan Łożański podczas I Zjazdu Kurierów w Zakopanem (1971)

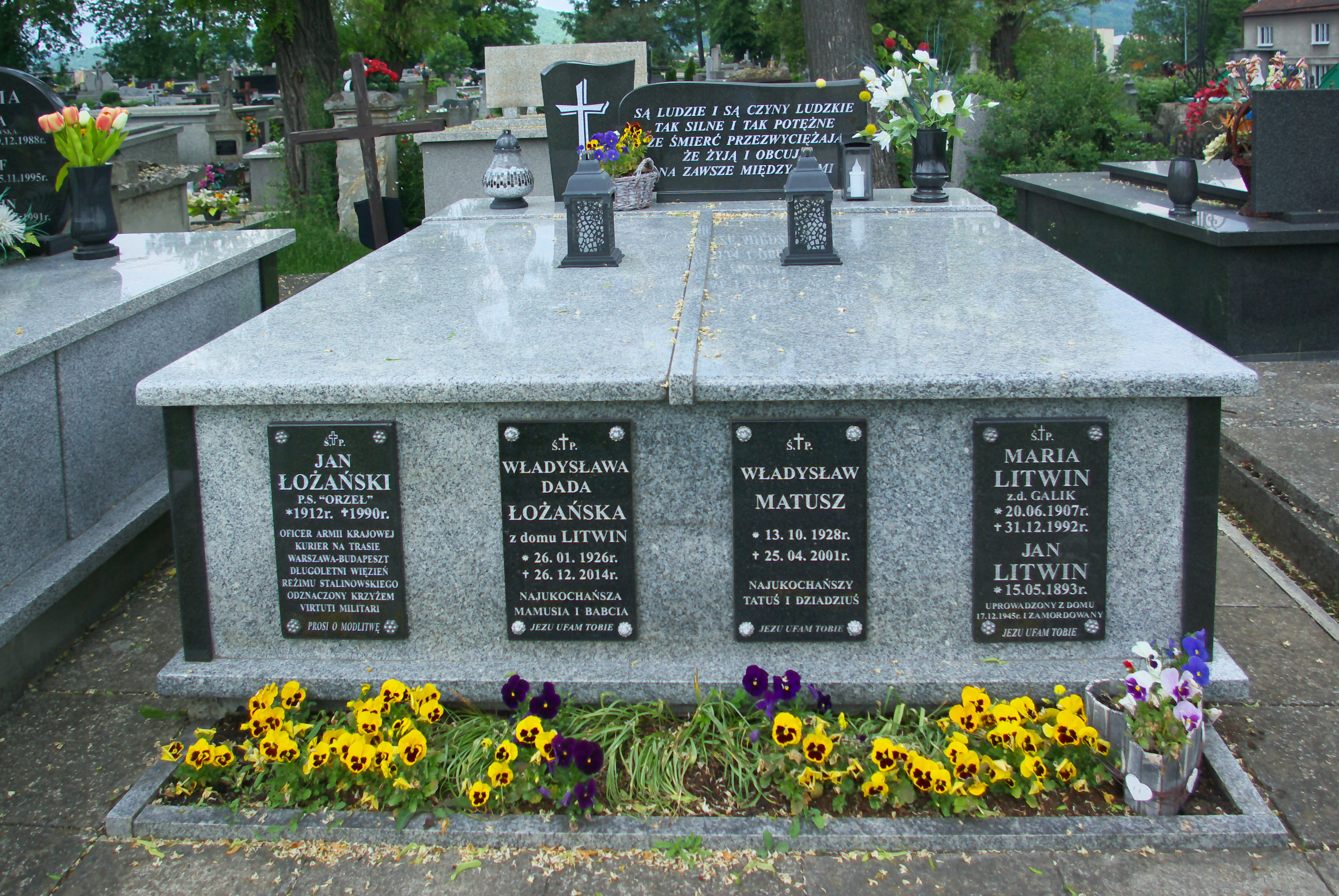
Grobowiec Jana Łożańskiego (2018)

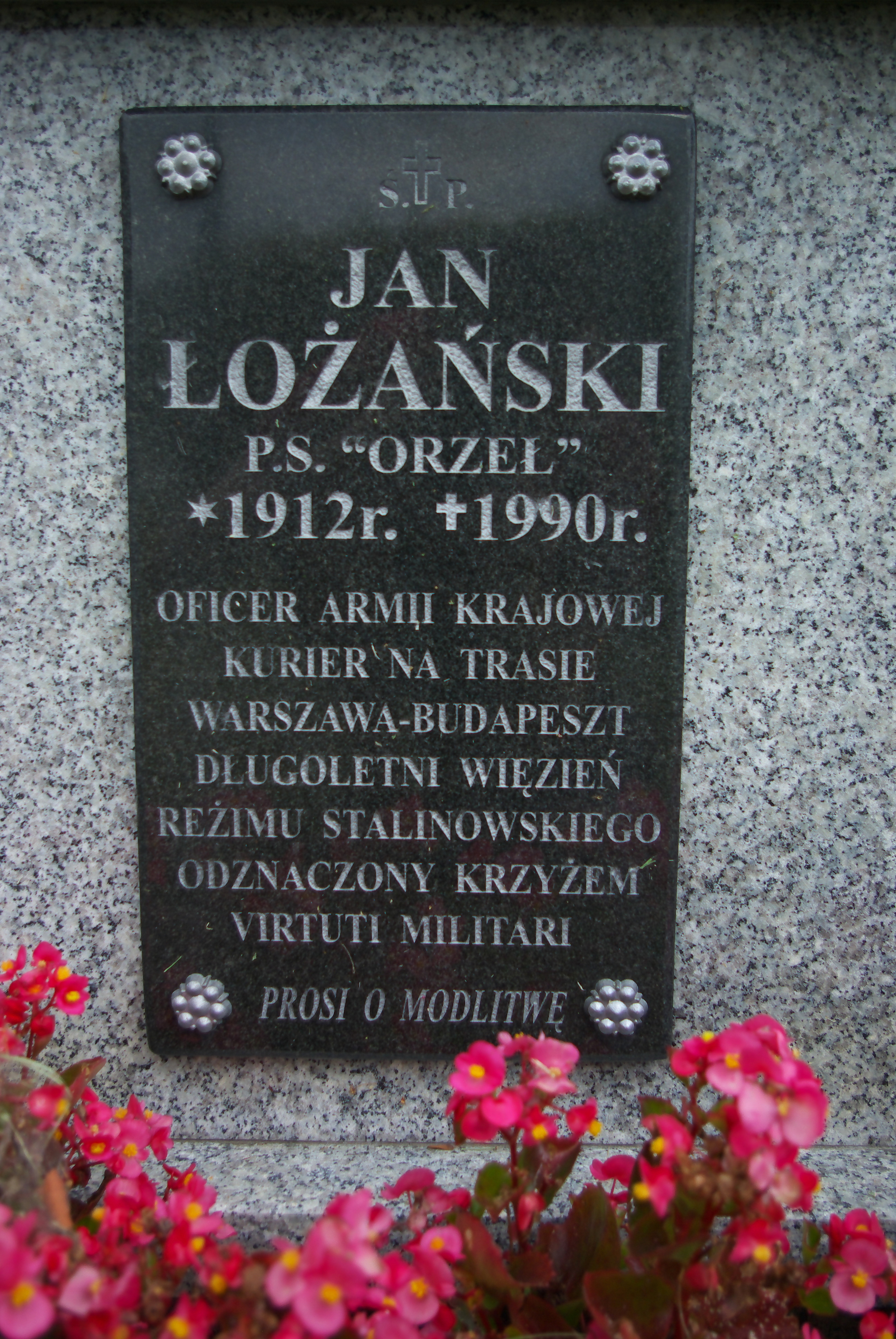
Tabliczka nagrobna Jana Łożańskiego

Urodził się 4 lutego 1912 w Posadzie Zarszyńskiej w rodzinie kolejarskiej. Był synem Franciszka i Franciszki z domu Czaja. W okresie II Rzeczypospolitej był aktywnym sportowcem, uprawiał narciarstwo, piłkę nożną (był bramkarzem Korony Sambor), koszykówkę, boks, lekkoatletykę. Na początku kwietnia 1933, jako zawodnik Unii Lublin zajął drugie miejsce w organizowanym w tym w mieście biegu przełajowym na dystansie 3 kilometrów, ustępując o ok. 100 metrów jedynie Wiktorowi Kramkowi (medaliście mistrzostw Polski z lat 30.). W styczniu 1934 reprezentując klub Unia zdobył bokserskie mistrzostwo juniorów okręgu lubelskiego w wadze półciężkiej. Na 4 lutego 1934 był anonsowany do jednej z walk na mecz międzymiastowy Lublin-Białystok (wynik 6:8). W tym samym roku zdał egzamin dojrzałości w Lublinie. Następnie został zawodowym wojskowym.

### Okres II wojny światowej
W momencie wybuchu II wojny światowej w stopniu kaprala podchorążego służył w plutonie przeciwpancernym 6 pułku strzelców podhalańskich z Sambora. W trakcie kampanii wrześniowej 1939 brał udział w walkach pod Wiślicą i Racławicami. Otoczony wraz z Polakami pod Owczarami został wzięty przez Niemców do niewoli, był przetrzymywany w kościele św. Zygmunta w Szydłowcu, gdzie zdołał się ukryć, zapewniając sobie ocalenie. W październiku 1939 powrócił do Zarszyna, a w grudniu 1939 przedostał się do Węgier z zamiarem udania się do Francji i przyłączenia się do formowanego tam polskiego wojska. Po dotarciu do Budapesztu, trafił do cywilnego obozu uchodźców w Egerze. W tym czasie przyjął propozycję pozostania na miejscu i podjęcia służby kuriera z Węgier do okupowanej Polski na trasie Budapeszt – Warszawa (pierwotnie zastrzegł, iż będzie to służba tymczasowa, gdyż miał zamiar ostatecznie udać się do Francji). W Budapeszcie został zaprzysiężony (w styczniu 1940 złożył przysięgę w Związku Walki Zbrojnej) i ukończył specjalny kurs w wymiarze dwóch tygodni. Po raz pierwszy udał się w trasę kurierską zimą 1940. Początkowo szedł do Polski przez Tatry, później 45 razy przemierzał trasę „Jaga” (przez Beskid Niski), przenosząc m.in. dokumenty, broń, pieniądze oraz niekiedy przeprowadzał ludzi. Każdorazowo wpierw przybywał na Podkarpacie pociągiem z Warszawy, wysiadał na stacji Wróblik Szlachecki, po czym udawał się pieszo trasą aż do Budapesztu. Orientację w etapie trasy ułatwiała mu znajomość terenu ziemi sanockiej i Bieszczadów. Łącznie jako żołnierz Armii Krajowej, w czasie okupacji hitlerowskiej przemierzał 45 razy trasę Warszawa – Budapeszt (jej stałym celem była ponadto wieś Nowosielce niedaleko rodzinnego Zarszyna). Trudną i niebezpieczną służbę pełnił z przerwami do 1945, a w jej czasie był dwukrotnie aresztowany przez gestapo (za pierwszym razem uwolnił się wyskakując z pociągu, za drugim odzyskał wolność podczas bombardowania więzienia na Węgrzech), ponadto czterokrotnie był zatrzymywany przez kontrwywiad węgierski. Przez granicę przeprowadził m.in. generała Stanisława Rostworowskiego i oficerów sztabu. Pod przybraną tożsamością „Jan Madejski” podjął studia na politechnice w Budapeszcie w języku węgierskim, co umożliwiało mu swobodę poruszanie się. W konspiracji posługiwał się pseudonimami „Orzeł”, „Bokser”.

### Służba i represje po wojnie
19 marca 1945 po zajęciu Budapesztu przez wojska radzieckie został wraz z pracownikami Bazy uwięziony przez funkcjonariuszy kontrwywiadu sowieckiego. Wskutek braku podstaw oskarżenia został zwolniony. Wówczas podjął przerwane zatrzymaniem studia, będąc w toku siódmego semestru studiów na Wydziale Rolnictwa i Weterynarii Politechniki w Budapeszcie (jednocześnie skorygował w dokumentach przybrane nazwisko Madejski na prawdziwe). Tuż po zakończeniu wojny jako kurier odbywał trasy wiodące z Budapesztu na ziemie polskie do Warszawy i Krakowa, przewożąc przesyłki do Polski i dysponując dokumentami Międzynarodowego Czerwonego Krzyża.
We wrześniu 1945 rozpoczął ostatni semestr studiów, wybierając specjalizację przemysł rolny. W tym czasie popadał w coraz trudniejszą sytuację materialną, wobec otrzymania skromnego stypendium z Warszawy. Nie uzyskawszy potrzebnej pomocy w znalezieniu pracy od Polskiej Misji Repatriacyjnej w Budapeszcie w maju 1946, wraz z innym byłym kurierem Stanisławem Stasiakiem usiłował wnioskować o wsparcie w Komendzie Wojskowej w Sopron, gdzie szczęśliwie uniknął aresztowania przez sowietów pod koniec czerwca 1946. Następnie trafił do Wiednia, skąd przez Innsbruck, Brenner, Predappio trafił do Ankony. Tam został przyjęty w sztabie 2 Korpusu przez gen. Kazimierza Wiśniowskiego, mianowany podporucznikiem Polskich Sił Zbrojnych (z 1943) i przydzielony do Biura Planowania 2 Korpusu. Wkrótce potem przyjął od mjr. Zbrowskiego propozycję przeprowadzenia z Polski do Włoch kilku osób (w tym siostry gen. Władysława Andersa z Krakowa, która ostatecznie zrezygnowała z wyjazdu) przy ominięciu granicznych punktów kontrolnych, po czym wyruszył w tej misji wraz z kpt. Sułkowskim do Wiednia. Dotarłszy samodzielnie przez Czechosłowację do Polski dojechał do Płocka, lecz nie zdołał przekazać mikrofilmu w międzyczasie aresztowanemu adresatowi z organizacji „Racławice”, po czym przez Warszawę trafił do Krakowa, a następnie powrócił do Wiednia. Następnie ponownie udał się do Krakowa skąd na przełomie października i listopada 1946 przeprowadził do Wiednia żonę i córkę gen. Stefana Dąb-Biernackiego oraz żonę innego polskiego podpułkownika, po czym ponownie przeszedł do Krakowa i powrócił stamtąd raz jeszcze z kpt. Sułkowskim. Następnie kwaterował w Wiedniu, a w lutym 1947 odbył ponownie trasę do Krakowa i z powrotem. Na przełomie maja i czerwca 1947 dokonał przeprowadzenia z Krakowa do Wiednia żony dowódcy ORP Piorun oraz małżonki innego pułkownika (w obu akcjach przeprowadzania pośredniczył w Krakowie mjr. Abłamowicz). Następnie za pośrednictwem polskiego konsulatu w Wiedniu oficjalnie wyjechał pociągiem w ramach transportu repatriantów i przybył do Polski 16 lipca 1947 ze wstępnym zamiarem pozostania w kraju. Mimo tego w Krakowie podjął kolejną misję przeprowadzenia kobiety-żony oficera przez granicę i w trakcie podróży, 17 lipca przy dworcu w Cieszynie został zatrzymany przez funkcjonariuszy UB z Krakowa, zaś podczas zatrzymania zniknęła eskortowana przez niego kobieta (ponadto nie był o nią indagowany później podczas śledztwa, co jego zdaniem oznaczało iż była podstawiona). Z Cieszyna został przewieziony do Krakowa, a stamtąd do Warszawy, gdzie w gmachu Ministerstwa Bezpieczeństwa Publicznego był przesłuchiwany, w tym w pierwszej kolejności przez płk. Józefa Różańskiego, który w dalszym toku zaproponował mu współpracę na rzecz komunistycznych służb. Po odrzuceniu tej propozycji został przewieziony z MBP do X Pawilonu więzienia mokotowskiego w Warszawie. Podczas śledztwa był poddawany biciu i torturom, zamykany w karcerze. W procesie odwołał swoje wyjaśnienie złożone w śledztwie, a w myśl wniosku prokuratora żądano dla niego kary śmierci. Wyrokiem z 18 marca 1948 Rejonowego Sądu Wojskowego w Warszawie został skazany na karę 15 lat pozbawienia wolności oraz utratę praw obywatelskich i honorowych na 10 lat. Początkowo pozostał w więzieniu mokotowskim. Wówczas w dniu 24 czerwca 1948, za zgodą władz penitencjarnych, stoczył za więziennymi murami pokazową trzyrundową walkę bokserską z innym osadzonym, Francuskim zawodowym pięściarzem polskiego pochodzenia, Leonem Śliwką (werdyktem ogłoszono remis). Od jesieni 1948 odbywał karę w Zakładzie Karnym we Wronkach. Podczas osadzenia przebywał w celach m.in. Tadeuszem Płużańskim, Mieczysławem Przystaszem, Janem Radożyckim. Czas odbywania wyroku pożytkował m.in. na naukę języka angielskiego. Podczas pobytu we Wronkach zachorował na gruźlicę węzłów chłonnych i czasowo przebywał na więziennym oddziale szpitalnym. Po śmierci Józefa Stalina w marcu 1953 i odczuwalnym złagodzeniu rygoru więziennego uzyskał m.in. przeniesienie do innej celi, przebywając wówczas tymczasowo z prof. Eugeniuszem Ralskim specjalistą w dziedzinie, w której się kształcił. Później pełnił w więzieniu funkcję porządkowego. Podczas odsiadywania kary, dzięki pośrednictwo kolegi z Sanoka, podjął korespondencję listową z nieznaną sobie kobietą, która następnie odwiedziła go na widzeniu we Wronkach, a później została jego żoną. W 1956 wniósł wniosek o rewizję swojego wyroku, zaś rozprawa odbyła się 29 czerwca 1956 i postanowieniem Sądu Najwyższego został objęty amnestią. Po dziewięciu latach uwięzienia w dniu 4 sierpnia 1956 wyszedł na wolność na mocy amnestii.

### Działalność na wolności
Po odzyskaniu wolności powrócił w rodzinne strony, Zarszyna i Sanoka. W 1956 został zatrudniony w Wydziale Rolnictwa i Leśnictwa Powiatowej Rady Narodowej w Sanoku na stanowisku rejonowego agronoma. Pracował w Spółdzielni Produkcyjnej w podsanockich wsiach Zabłotce, Zahutyń, Odrzechowa, Jaćmierz, Bażanówka. Od 1958 pełnił stanowisko inspektora regulacji i wymiany gruntów w Powiatowym Biurze Geodezji i Urządzeń Rolnych w Sanoku, odpowiadając m.in. za pomiary geodezyjne. Równolegle z pracą zawodową wznowił aktywność w sferze sportowej. Początkowo usiłował ponownie trenować pięściarstwo, jednak nie dostrzegając efektów, zrezygnował z tego. Zaangażował się w działalność działacza i trenera w Sanoku. Był kierownikiem sekcji juniorów w sekcji piłki nożnej klubu Sanoczanka Sanok, a po przekształceniach działał w Stali Sanok.
Wstąpił do ZBoWiD. Był prelegentem tej organizacji, w tym charakterze brał udział w spotkaniach wspomnieniowych dotyczących służby podczas wojny. 20 października 1968 został wybrany członkiem zarządu oddziału ZBoWiD w Sanoku, 13 września 1970 powołany na przewodniczącego komisji historycznej. W okresie PRL był członkiem Stronnictwa Demokratycznego.
Jego wspomnienia zostały opublikowane w wydaniach „Rocznika Sanockiego” (dwukrotnie: w 1967 i w 1971), a ponadto w książce pt. Kurierskim szlakiem po Beskidzie Niskim z 1989. W 1971 w Zakopanem uczestniczył w I Zjeździe Kurierów. Brał udział w organizowanych od 1980 przez Oddział PTTK w Brzozowie (dyrektor Jerzy F. Adamski) „Rajdach Szlakiem Kurierów Beskidzkich”. W 1990 ukończył spisywanie wspomnień z lat 1945–1956, które ukazały się w rok po jego śmierci (1991) w publikacji zatytułowanej W więzieniach PRL. Powojenne wspomnienia kuriera z Sanoka. W 2012 wydano zbiorcze wspomnienia Jana Łożańskiego pt. Orzeł z Budapesztu.
Jan Łożański zmarł 21 czerwca 1990 w szpitalu w Sanoku. Został pochowany na Cmentarzu Centralnym w Sanoku 23 czerwca 1990. W pogrzebie uczestniczyli żołnierze z jednostki Wojsk Ochrony Pogranicza. Na nagrobku umieszczono cytat z wypowiedzi Józefa Piłsudskiego o treści: Są ludzie i czyny ludzkie tak silne i tak potężne, że śmierć przezwyciężają, że żyją i obcują na zawsze między nami (inicjatorem tego upamiętnienia był przyjaciel J. Łożańskiego i także kurier podczas wojny, Stefan Grzyb). Później w tym miejscu spoczęła jego żona, Władysława z domu Litwin (1926-2014).
Rodzinny dom Jana Łożańskiego w Zarszynie uległ zniszczeniu podczas działań wojennych w 1944. Jego siostra Irena była harcerką, została zamordowana przez gestapowców w zarszyńskim domu. Był żonaty z Władysławą z domu Litwin (1926-2014). Miał córkę Beatę Łożańską-Romanowską.

## Odznaczenia
- Krzyż Srebrny Orderu Virtuti Militari – dwukrotnie (po raz pierwszy odznaczony podczas wojny w 1943 przez władze RP na uchodźstwie, legitymację odznaczenia otrzymał ok. 1962/1963[68][49]; po raz drugi odznaczony w okresie PRL przez Radę Państwa, udekorowany przez sekretarza generalnego ZBoWiD Kazimierza Rusinka podczas otwarcia Memoriału Bronisława Czecha i Heleny Marusarzówny 15 marca 1971 w Zakopanem wspólnie ze Stanisławem Marusarzem[69])[70][71][72]
- Srebrny Krzyż Zasługi z Mieczami
- Krzyż Walecznych
- Krzyż Armii Krajowej
- Medal Wojska czterokrotnie
- Państwowa Odznaka Sportowa
- Medal „Zasłużony dla PTTK”[57]
- List pochwalny za długoletnią pracę społeczną na rzecz ZBoWiD (1980)[73]

Pomimo inicjatywy sanockich oddziałów ZBoWiDu i Związku Inwalidów Wojennych, przed 1989 nie rozpatrzono pozytywnie wniosków o odznaczenie Jana Łożańskiego Orderem Odrodzenia Polski.

## Publikacje
- Warszawa – Nowosielce – Budapeszt (wspomnienia kuriera). „Rocznik Sanocki”. Tom II, 1967. Wydawnictwo Literackie.brak numeru strony
- Wspomnienia kuriera. „Rocznik Sanocki”. Tom III, 1971. Wydawnictwo Literackie.brak numeru strony
- Na kurierskim szlaku
- W więzieniach PRL. Powojenne wspomnienia kuriera z Sanoka, wyd. Muzeum Regionalne PTTK im. Adama Fastnachta w Brzozowie, Okręgowa Komisja Badania Zbrodni Hitlerowskich – Instytut Pamięci Narodowej w Rzeszowie, Brzozów-Rzeszów, 1991, ISBN 83-900130-0-2.
- Orzeł z Budapesztu. Wspomnienia kuriera KG AK, wyd. Demart, Warszawa 2012, ISBN 978-83-7427-740-2 (zbiór, opracowanie i redakcja wspomnień: Krystyna Chowaniec)[76][77].

## Upamiętnienie
W 1962 siostra Jana Łożańskiego, Irena, została upamiętniona wśród innych osób wymienionych na tablicy Mauzoleum Ofiar II Wojny Światowej na Cmentarzu Centralnym w Sanoku.
W rodzinnym Zarszynie imieniem Jana Łożańskiego nazwano jedną z ulic.
W 2012 na podstawie wspomnień Jana Łożańskiego powstał w Beskidzie Niskim szlak turystyczny pod nazwą Beskidzka Trasa Kurierska „Jaga–Kora”, prowadzący od Wróblika Szlacheckiego poprzez Rymanów, Posadę Górną, Rymanów-Zdrój, Wolę Niżną do Jasiela.
Wokalista hip-hopowy Tadek na solowym albumie Niewygodna prawda II. Burza 2014 z 2014 wydał utwór pt. „Jan Łożański «Orzeł» cz. 1” poświęcony Janowi Łożańskiemu.
O losach Jana Łożańskiego opowiadają m.in. dwa filmy dokumentalne: Czas leśnych kurierów oraz Bohaterowie tatrzańskich szlaków.
W 2023 roku został wybrany na patrona Szkoły Podstawowej w Zarszynie.